# L'inventore del cavallo
L'inventore del cavallo è un atto unico teatrale scritto da Achille Campanile e rappresentato per la prima volta al Teatro degl'Indipendenti di Roma il 25 aprile 1925.

## Trama
All'Accademia degli Immortali i gloriosi accademici si scambiano pensieri e si tirano pallottoline di carta in attesa che arrivi il professor Bolibine a presentare la sua ultima invenzione, il cavallo. Dopo una tarantella danzata dagli illustri scienziati e pensatori, giunge finalmente il professore, che presenta i piani e i disegni per la sua nuova invenzione e alla fine viene sommerso di applausi, ovazioni, fiori e medaglie.
Ma dalla finestra s'ode un suono di fanfare e uno strano scalpitio. È un reggimento di cavalleria che sta passando. Allora il cavallo esisteva già!... Gli Accademici, mortificati, caricano di insulti il professor Bolibine e si riprendono fiori e medaglie. L'inventore del cavallo estrae una rivoltella e si uccide, non prima di essersi fatto immortalare in un'ultima fotografia.

## Commento
È la seconda opera teatrale compiuta (dopo Il ciambellone, di pochi mesi prima) di Achille Campanile, che in quegli stessi anni stava incominciando a mietere i primi successi letterari con romanzi dall'umorismo folgorante e modernissimo come Ma che cosa è questo amore? e Se la luna mi porta fortuna. Anche questo atto unico, benché apparentemente destinato - come quasi tutto il teatro di Campanile - più alla lettura che alla rappresentazione, è fortemente innovativo rispetto al teatro dell'epoca; e se da un lato riprende alcuni atteggiamenti del teatro futurista, dall'altro anticipa il teatro dell'assurdo di Eugène Ionesco e Samuel Beckett. Già nel 1932 lo storico del teatro Silvio D'Amico definiva il suo autore «l'estremo portato d'una intelligenza decadente che, per troppo raffinarsi, arriva contenta all'idiozia». Al di là del nonsenso di fondo, non manca però la satira nei confronti di una certa cultura accademica aulica e cieca destinata a farsi sempre superare dalla vita e dagli eventi.

## Rappresentazioni ed edizioni
L'inventore del cavallo andò in scena al Teatro degl'Indipendenti di Roma il 25 aprile 1925, a conclusione di una serata che era iniziata con il dramma da camera La sonata degli spettri di August Strindberg. Pubblico e critici la accolsero come una semplice farsa finale. Il critico e filosofo Adriano Tilgher dedicò praticamente l'intera recensione, su "Il Mondo", al dramma di Strindberg, limitandosi a una riga, sia pure positiva, per l'atto unico di Campanile: «Chiuse lo spettacolo una graziosissima farsa di Achille Campanile».
Il testo dell'Inventore del cavallo fu pubblicato nel 1927 dalla casa editrice d'arte "Il Fauno" di Roma, in un volume che comprendeva anche Il ciambellone (con il titolo Una festa in famiglia), quattro novelle e alcune "tragedie in due battute".
Verrà ripubblicato da Einaudi nel 1971 nell'ampia raccolta di opere teatrali di Achille Campanile intitolata appunto L'inventore del cavallo e altre quindici commedie 1923-1939.